# Strada statale 405 di Val Gerola
La ex strada statale 405 di Val Gerola (SS 405), ora strada provinciale 7 della Val Gerola (SP 7), è una strada provinciale italiana.

## Percorso
Inizia a Morbegno, dalla strada statale 38 dello Stelvio e, su un tracciato tipicamente montano con molte curve e pendenze rilevanti, collega gli abitati della val Gerola al fondovalle. Attraversa le località di Rasura, Pedesina e termina a Gerola Alta.
In seguito al decreto legislativo n. 112 del 1998, dal 2001, la gestione è passata dall'ANAS alla Regione Lombardia che ha provveduto al trasferimento dell'infrastruttura al demanio della Provincia di Sondrio.